# Folioquinpes chathamensis
Folioquinpes chathamensis är en kräftdjursart som först beskrevs av Georg Ossian Sars 1905.  Folioquinpes chathamensis ingår i släktet Folioquinpes och familjen Laophontidae. Inga underarter finns listade i Catalogue of Life.